# Per Stig Møller
Per Stig Møller, född 27 augusti 1942 i Frederiksberg, är en dansk politiker, som varit bland annat utrikesminister och kulturminister. 
Han representerade Konservative Folkeparti i Folketinget 1984–2015 och var miljöminister mellan 18 december 1990 och 24 januari 1993. För en kort period 1997–1998 var han partiledare men avgick efter ett dåligt valresultat i folketingsvalet 1998. Han utnämndes till utrikesminister den 27 november 2001 i samband med att Anders Fogh Rasmussen tillträdde som statsminister. Han kvarstod på denna post till den 23 februari 2010 då haniutnämndes till kulturminister. Den posten behöll han till dess att socialdemokraterna tog över regeringsmakten 3 oktober 2011. Från 8 mars 2011 var han även kyrkominister. 
Han har ett politiskt påbrå då bägge hans föräldrar Poul och Lis Møller har suttit i Folketinget. Poul Møller var även finansminister. Møller har tagit magister- och doktorsexamen i jämförande litteratur vid Köpenhamns universitet. 
Han har även varit aktiv inom radion, dels som kulturredaktör och biträdande chef för kulturavdelningen på Danmarks radio, dels som chef och biträdande chef för Radiorådet. Møller har även varit en långvarig krönikör på Berlingske Tidende och föreläsare vid Paris universitet.

## Utmärkelser
- Georg Brandes-priset,  1996[6]
- Rosenkjærprisen,  2001[6]
- Kaj Munk-priset,  5 januari 2001[7]
- Förbundsrepubliken Tysklands förtjänstorden - storkors,  2002
- Kommendör av första graden av Dannebrogorden,  17 december 2002[8][9]
- Robert Schumanmedaljen,  2003
- Nersornaat i guld,  13 januari 2005[10]
- Fonsmarkpriset,  2020[11]
- Senegals Lejonorden
- Kommendör av Arts et Lettres-orden
- Ekkronans orden
- Terra Mariana-korsets orden
- Kungliga Nordstjärneorden
- Södra korsets orden
- Litauens förtjänstorden
- Stara Planina-orden
- Fenixorden
- Riddare av Arts et Lettres-orden

[Redigera Wikidata]